# The Last Face
The Last Face es una película dramática estadounidense, dirigida por Sean Penn y escrita por Erin Dignam. Protagonizada por Charlize Theron, Javier Bardem, Adèle Exarchopoulos y Jean Reno. En España se estrenó con el título "Diré tu nombre".

## Reparto
- Charlize Theron
- Javier Bardem
- Adèle Exarchopoulos
- Jean Reno
- Jared Harris

## Producción

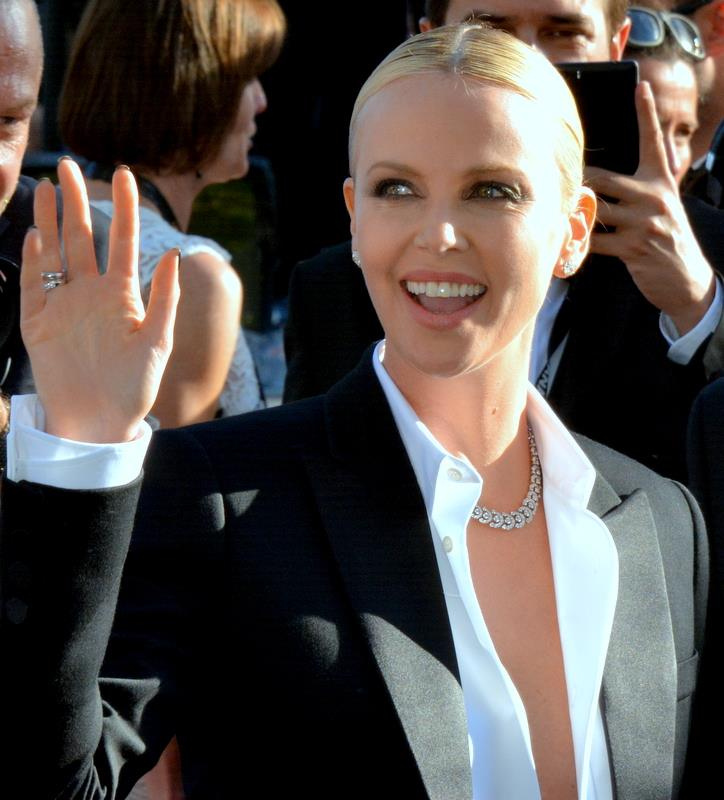
Charlize Theron en la premier de Cans.

El 10 de abril de 2014, se anunció que Sean Penn dirigiría la película, con Charlize Theron y Javier Bardem como protagonistas en la película. El rodaje comenzó el 1 de agosto de 2014, en Ciudad del Cabo.